# 1109 en santé et médecine
| Années de la santé et de la médecine : 1106 - 1107 - 1108 - 1109 - 1110 - 1111 - 1112    |
| Décennies de la santé et de la médecine : 1070 - 1080 - 1090 - 1100 - 1110 - 1120 - 1130 |

Cet article présente les faits marquants de l'année 1109 en santé et médecine.

## Fondations
- Une maison-Dieu est mentionnée à Meursault en Bourgogne[1].
- Fondation de St. John the Baptist's Hospital à Ripon[2] et première mention de St. Michael's à Whitby, dans le Yorkshire en Angleterre[3].
- Fondation de l'hôpital de Ponte a Valle à Arezzo en Toscane[4].
- Fondation possible, par Eustache III, comte de Boulogne, de l'hôpital Sainte-Catherine, d'abord refuge de pèlerins, mais où, au début du XVe siècle, « les pauvres, infirmes et malades, s[er]ont reçus et soignés », et qui restera en fonction jusqu'en 1692, à la fondation de l'hôpital Saint-Louis[5].

## Événement
- 1109-1111 : grande famine en Europe occidentale (Irlande, Allemagne, France du Nord), documentée en France par Orderic Vital dans son Historia ecclesiastica, et due à des perturbations climatiques probablement provoquées par un volcan japonais, le mont Asama, entré en éruption l'année précédente 1108[6],[7].

## Publications
- Dans le débat sur les causes des maladies et près d'un siècle avant la diffusion des Questions salernitaines, le médecin Pierre Alphonse (c.1062 – c.1140) soutient dans son Dialogus contra Judeos la thèse du rôle majeur des passions de l'âme sur l'affaiblissement du corps[8].
- Vers 1109 : composition du Chanyu baoqing ji (« Précieux et Judicieux Recueil d'enseignements sur la maternité »), attribué à Guo Jizhong[9].

## Naissance
- 1109 ? ou 1110[10],[11] ? : Ibn Tufayl (mort en 1185), philosophe, astronome, médecin et mathématicien andalou.

## Décès
- 21 avril : Anselme de Cantorbéry (né vers 1033), moine bénédictin, abbé, archevêque, docteur de l'Église, théologien et philosophe scolastique, et peut-être médecin[12].